# Alice Kaub-Casalonga
Alice Kaub, née le 12 mars 1875 à Paris morte le 8 décembre 1948 dans le 8e arrondissement de Paris, est une artiste-peintre française.

## Biographie

### Famille
Alice Kaub est la fille de Charles Kaub (1833-1920) et de Selima Hirsch (1839-1921).
Elle épouse en 1906, à Paris, Louis Dominique Auguste Casalonga, chef d'escadron. De l'union naît Dominique Alain Casalonga (1909-1992).

### Formation artistique
Alice Kaub est élève de William Bouguereau et Gabriel Ferrier.

### Carrière artistique

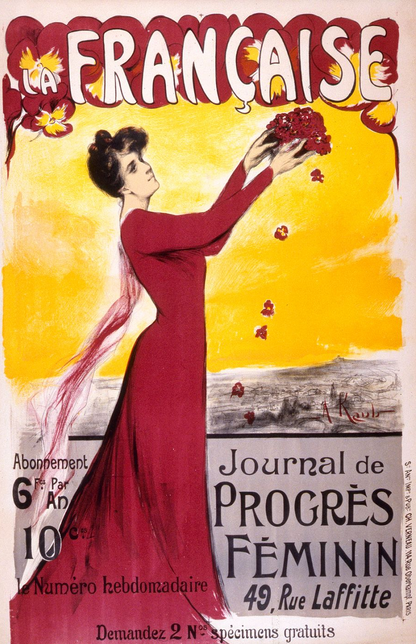
Affiche d'Alice Kaub-Casalonga pour le lancement du journal La Française en 1906.

Alice Kaub tient son atelier au no  119 de la rue de la Tour. Elle est membre de la Société des artistes français à partir de 1898, exposant au Salon des artistes français de 1897 à au moins jusqu'en 1905.
Elle peint des portraits et des nus, mais réalise aussi des affiches pour des périodiques comme La Française, La Critique et divers événements.
Elle meurt à son domicile à l'âge de 73 ans au no 8 avenue Percier.

## Galerie

Œuvres d'Alice Kaub-Casalonga
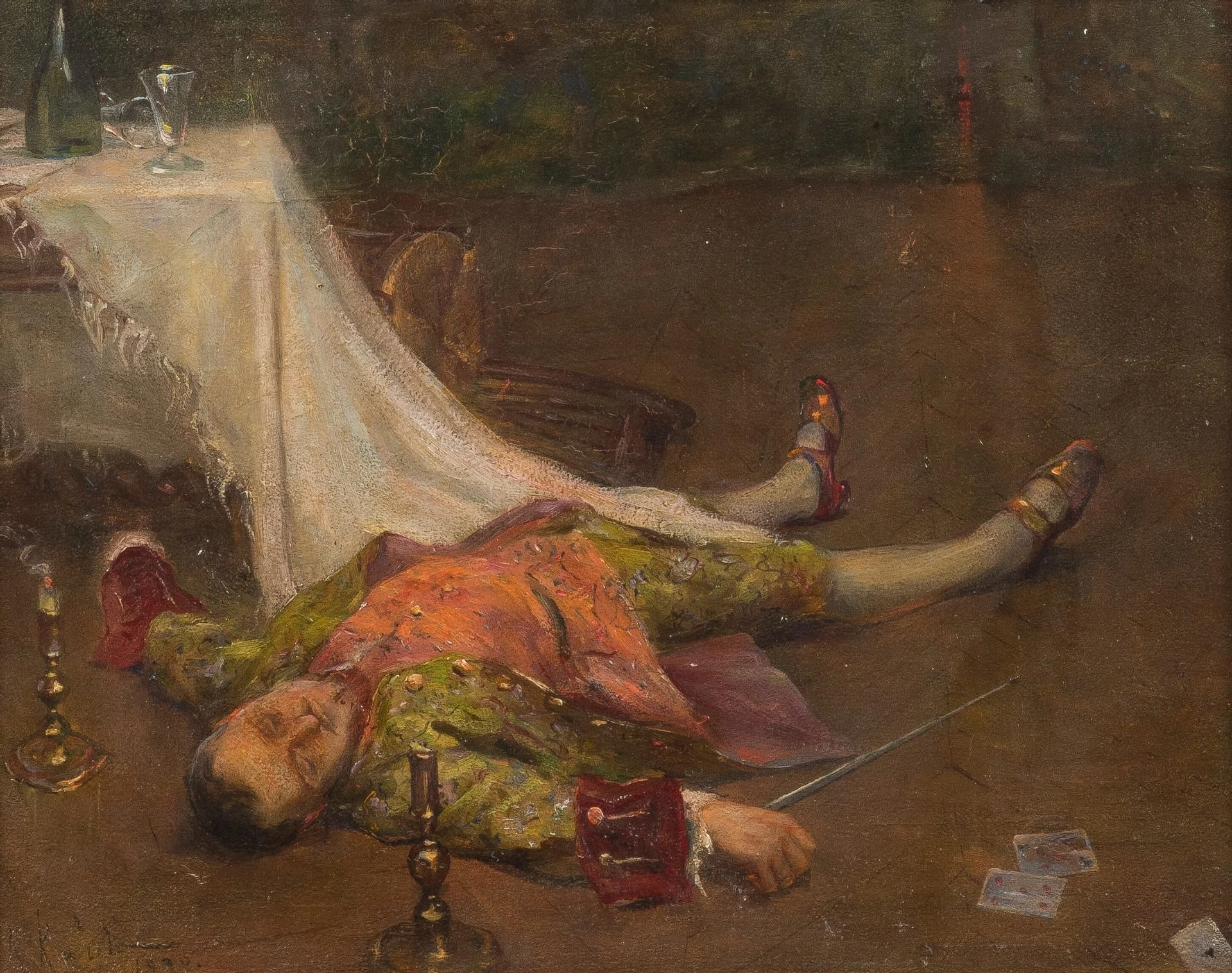
Le duel perdu (1893), huile sur toile, localisation inconnue.
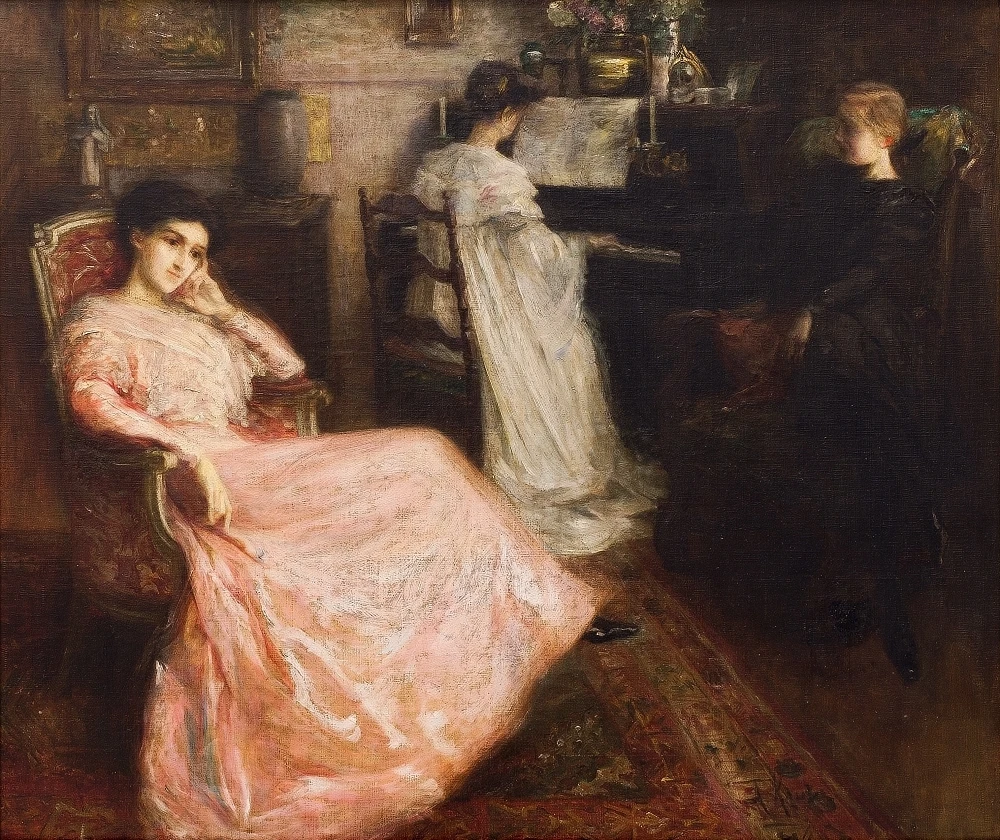
La leçon de piano (1893),  huile sur toile,  localisation inconnue.